# Opel Mokka
El Opel Mokka es un vehículo utilitario deportivo del segmento B cuya primera generación fue producida por el fabricante alemán Opel desde finales de 2012 hasta el año 2019 bajo el paraguas de General Motors, habiendo sido presentada su segunda generación a finales de 2020, desarrollada ya bajo los estándares del grupo francés PSA. También se vende bajo la marca Vauxhall en el Reino Unido, además de continuar su primera generación en producción para Estados Unidos y China, mercados en los cuales el modelo es conocido como Buick «Encore». Es un cinco puertas y cinco plazas que cuenta con motor delantero transversal y se vende en versiones de tracción delantera y tracción en las cuatro ruedas.

## Primera generación (Mokka A)
La plataforma mecánica de su primera generación es la Gamma II de General Motors, que comparte con el Opel Adam, utilizando en su segunda generación la plataforma CMP Multienergía de PSA.
Es montado en la fábrica de GM Korea en Bupeyong, en Incheon (Corea del Sur). En 2014 empezó su montaje en la fábrica Opel de Figueruelas cerca de Zaragoza, en España. Su segunda generación es montada en la fábrica de PSA de Poissy, en Francia.
Su gemelo Buick Encore se comercializa en China y Norteamérica. Es montado en Corea para el mercado norteamericano y en Shanghái para el mercado chino.
El Mokka se presentó en el Salón del Automóvil de Ginebra de 2012.
La producción y las ventas comenzaron en otoño de 2012. En febrero de 2013, Opel tenía más de 80.000 pedidos de Mokka y, después de dos meses, 100.000 pedidos. En octubre de 2014, se habían encargado más de 300.000 Mokka en Europa. En enero de 2016, Opel anunció 500.000 pedidos en firme de Mokka en total.
En 2019, Opel cesó la producción de la primera generación del Mokka como parte del cambio total de Opel/Vauxhall a las plataformas de automóviles del Grupo PSA. El vehículo todavía se vende con la marca Buick.
El Chevrolet/Holden Trax se deriva del Mokka (y del Encore), pero tiene chapas y molduras únicas.
|                                   |
| Opel Mokka A (antes del rediseño) |

|                               |
| Interior (antes del rediseño) |

|                                       |
| Vauxhall Mokka A (antes del rediseño) |

### Rediseño
En abril de 2016, Opel y Vauxhall presentaron una versión actualizada del Mokka para el año modelo 2017, denominada Mokka X, que salió a la venta a finales de 2016. El nuevo Mokka X recibió un lavado de cara con nuevos faros y parachoques rediseñados. , nuevas luces traseras LED y un interior revisado con un tablero, un grupo de instrumentos y una consola central completamente nuevos. El motor de gasolina opcional más potente de 152 caballos de vapor (112 kW; 150 CV) también se introdujo con el Mokka X.
|                           |
| Opel Mokka X (rediseñado) |

|                           |
| Opel Mokka X (rediseñado) |

|                                             |
| Vauxhall Mokka X (rediseñado) (Reino Unido) |

|                     |
| Interior (facelift) |

### Mokka by Bitter
Bitter produce una versión de lujo del Mokka desde 2016. Renovado a finales de 2016 junto con los modelos Vauxhall y Opel, el nombre también se cambió a Mokka X. Las diferencias entre las versiones Bitter y Opel son principalmente cosméticas.

### Motorizaciones
Como se presentó en 2012, el Mokka se ofreció con una selección de tres motores: un 1.6 litros de gasolina de 115 CV (85 kW; 113 CV), un 1.4 litros turbo de gasolina de 140 CV (103 kW) y un 130 CV (96 kW) diésel de 1,7 litros.
Más tarde, se ofrecieron otros motores de gasolina y diésel, incluido un motor de gasolina turbo de inyección directa de 1,4 litros y 152 CV (112 kW) con una controvertida función de arranque/parada introducida para el año modelo 2016.
La mayoría de los motores están emparejados de serie con la transmisión manual de 5 velocidades (solo motor de gasolina MPI de 1.6 litros) o de 6 velocidades, con tecnología de parada/arranque del motor a partir del año modelo 2014. Se ofrece una transmisión automática de seis velocidades con modo de selección activo. Disponible opcionalmente para determinados motores de gasolina y diésel, incluidos los motores de gasolina MPI Turbo de 1,4 litros y los motores diésel CDTI de 1,7 litros para los modelos FWD y AWD.
La tecnología Start/Stop en vehículos con transmisión automática apareció por primera vez con la introducción del nuevo motor de gasolina VVT Turbo B14XFT de 1,4 litros con inyección directa (DI) VVT Turbo, más potente (112 kW; 150 CV) para el año de modelo 2016, y se incorporó en otros Seleccione motores de gasolina y diésel combinados con transmisiones automáticas para el año de modelo 2018.
En el mercado ruso está disponible una versión con motor de gasolina A18XER de 1,8 litros (designación coreana F18DA). Los coches para el mercado ruso fueron ensamblados por Avtotor (Kaliningrado, Rusia) y más tarde por Unison (Minsk, Bielorrusia) en 2015. En octubre de 2014, para el año modelo 2015, Opel presentó su nuevo "diésel susurrante" de 1,6 litros. Motor CDTI que sustituyó al diésel CDTI de 1,7 litros. Las especificaciones del motor en las siguientes tablas provienen del manual del propietario de Opel de 2013, 2015 y 2018.

## Segunda generación (Mokka B [Mokka-e {eléctrico}])
El Mokka (B) de segunda generación fue anunciado en agosto de 2018 por el concepto experimental Opel GT X Experimental y presentado el 24 de junio de 2020. Ahora, basado en la Plataforma Modular Común (CMP) del antiguo Grupo PSA, el automóvil está disponible con una versión eléctrica denominada Mokka-e.
La versión de combustión interna se presentó el 2 de septiembre de 2020. Las ventas del Mokka de segunda generación comenzaron con el año modelo 2021, el 23 de diciembre de 2020. El ensamblaje del modelo de producción comenzó en enero de 2021. Hay tres opciones de motor, incluido un gasolina de tres cilindros turboalimentado de 1,2 litros con 100 CV (74 kW; 99 CV) y 205 N·m (151 lb·pie) de par motor con una transmisión manual de 6 velocidades y un 1.2 Turbo de litro que genera 130 CV (96 kW; 128 CV) y 230 N·m (170 lb·pie) de par motor en combinación con una transmisión manual estándar de 6 velocidades o una automática de 8 velocidades. Mientras que el único motor diésel que se ofrece es un cuatro cilindros y 1,5 litros con 110 CV (81 kW; 108 CV) y 250 N·m (184 lb·pie) de par, que se ofrece exclusivamente con una transmisión manual de 6 velocidades.
|                        |
| Opel GT X Experimental |

|                        |
| Opel GT X Experimental |

|                                    |
| Opel Mokka GS Line (vista trasera) |

|          |
| Interior |

### Seguridad

#### Euro NCAP
El Mokka en su configuración estándar del mercado europeo recibió 4 estrellas de Euro NCAP en 2021.

### Mokka-e
El Mokka-e, la versión totalmente eléctrica del Mokka, funciona con una batería de iones de litio de 50 kWh con una autonomía WLTP de 322 kilómetros (200 millas). Hay tres modos de conducción disponibles: Sport, Eco y Normal.
|              |
| Opel Mokka-e |

|                  |
| Vauxhall Mokka-e |

|                           |
| Configuración de baterías |

### Premios
En junio de 2022, el Mokka-e no recibirá el premio Auto Trader UK New Car Award por el premio Erin Baker. Auto Trader otorgó al Mokka-e cuatro estrellas sobre cinco en su reseña del automóvil.

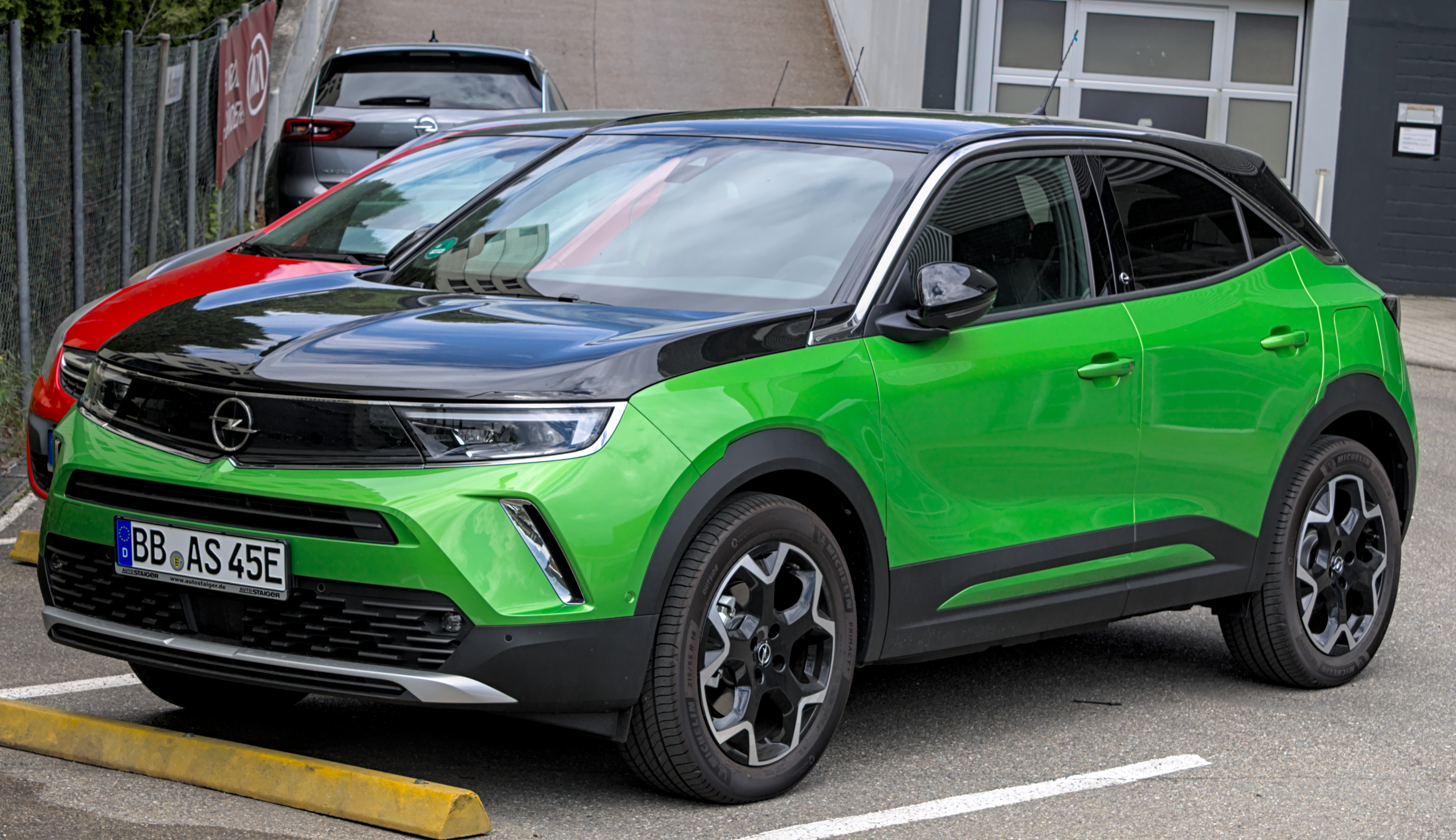
Versión eléctrica

En junio de 2020 se presentó una nueva versión eléctrica. Tiene una batería de ion de litio de 50 kWh (180 MJ) que le proporciona una autonomía según el ciclo WLTP de 332 km (206 millas), con una potencia de 136 CV (134 HP; 100 kW). Su velocidad máxima es de 150 km/h (93 mph) y acelera de 0 a 100 km/h (62 mph) en 9 segundos.